# 카스틸리오네디가르파냐나
카스틸리오네디가르파냐나(이탈리아어: Castiglione di Garfagnana)는 이탈리아 토스카나주 루카도에 있는 코무네이다. 세르키오 강의 지류인 에사룰로 강 위에 위치한 비탈에 위치해있다.

## 역사
이 도시의 기원은 아펜니노산맥을 쉽게 넘어가기 위한 군대의 진입로였던 산펠레그리노(San Pellegrino) 길로 향하는 계곡 일대를 통제하기 위해 지어진 로마시대의 요새 카스트룸 레오니스(Castrum Leonis, 사자의 성)으로 거슬러 올라간다. 이후 요새는 롬바르디아족과 프랑크인들의 지배하에서 발전했다.
1170년 루카 공화국의 침입을 받았다. 카스틸리오네는 항복했지만, 많은 세금을 강요하였고 이는 루카에 대항해 가르파냐나 지역의 코무네들의 동맹을 형성하게 했다.
1227년 카스틸리오네는 루카인들에게 재차 공격을 받아 파괴되었다. 정치적 분쟁은 평화 조약이 체결된 1371년까지 계속되었다:루카는 카스틸리오네에 대한 완전한 소유권을 가지며, 영구적인 관리인을 설치하였다. 도시의 성벽이 확장되며 방어 시설이 개선되었다.
15세기 카스틸리오네는 가르파냐나에서 에스테 가의 통치를 받지 않는 몇 안되는 코무네였으며, 대신에 루카 공화국에 충성했다. 에스테 가와의 전쟁 중에 카스틸리오네는 또 다시 공격 당했고, 특히 1603과 1613년이 그랬다. 그 다음에는 오랜 기간의 평화가 뒤따랐고, 이웃 코무네과의 경계 분쟁만 있었다.
빈 회의로 카스틸리오네는 루카 여대공작 마리루이즈 도트리슈에게 넘어갔고, 그녀는 1819년에 모데나 공작 프란체스코 4세에게 넘겼다.

## 자매 도시
- 프랑스 이솔라